# Université du Kent
Ne doit pas être confondu avec Université d'État de Kent.
L'université du Kent (en anglais : University of Kent) est une université publique britannique fondée en 1965. Ses campus se trouvent à Canterbury, Medway et Tonbridge dans le Kent en Angleterre. Jusqu'en 2003, le principal campus de l'université se trouvait à Canterbury et le nom officiel de l'université était université du Kent à Canterbury (en anglais : University of Kent at Canterbury ou UKC).
L'université s'est récemment agrandie : elle possède maintenant des campus dans les villes de Medway, Tonbridge, Paris et Bruxelles. Elle travaille par ailleurs en partenariat avec le Canterbury College, le South Kent College et le Mid-Kent College. University of Kent est le nom officiel de l'institution regroupant tous ces campus, mais "UKC" reste l'abréviation utilisée par les étudiants actuels et anciens.

## Histoire
L'idée d'une université à Canterbury fut envisagée pour la première fois en 1959 par le comité chargé de l'éducation du Kent County Council. Cette proposition fut largement acceptée en 1963 par les autorités et un site fut trouvé à Beverley Farm, alors à la limite de la cité de Canterbury et du comté du Kent. L'université reçut sa charte royale en 1965 et la première rentrée se fit en octobre de cette même année. En 1966, la princesse Marina, duchesse du Kent devint officiellement la première chancelière de l'université.
L'université du Kent à Canterbury devait initialement être un collège universitaire avec la plupart des étudiants vivants dans des colleges. L'établissement devait se spécialiser dans des enseignements interdisciplinaires mais les changements de politique des divers gouvernements successifs ont mené à l'abandon de l'idée originale, aboutissant à la création d'une université plus proche de la forme classique des universités britanniques.
L'expansion récente de l'université sur de nouveaux campus a mené à l'abandon du « à Canterbury » dans le nom officiel.

## Armoiries de l'université
Les armoiries de l'université du Kent ont été données par le College of Arms en septembre 1967. Le cheval blanc provient des armes du comté du Kent. Les trois corbeaux de Cornouailles, appartenant à l'origine aux armes de Thomas Becket, archevêque de Canterbury, ont été prises des armes de la cité de Canterbury. Le cimier représente la porte ouest de Cantorbéry avec probablement la rivière Stour en dessous. Deux crosses d'évêque dorées, semblable à la croix de Saint-André, se trouvent devant les portes. Les deux lions dotés d'une poupe de bateau dorée sont pris des armes des Cinque Ports .

## Facultés et départements
L'université est divisée en trois facultés :
- Sciences humaines ;
- Sciences sociales ;
- Sciences, technologies et études médicales (Science, Technology and Medical Studies ou STMS).

À l'origine, les facultés ne devaient pas être divisées en département, chacune des matières enseignées devant être inter-disciplinaire au sein d'une même faculté. Elles sont cependant divisées en 18 départements et écoles. L'université a également fondé en 1998 la Brussels School of International Studies en Belgique. L'université y propose des Masters en relations internationales ainsi qu'un Master of Laws en droit international. En 2005, un nouveau département, l'école d'architecture du Kent (Kent School of Architecture) a été inaugurée.

## Campus
Le campus principal couvre une superficie d'environ 1,2 km2 et se situe à trois kilomètres du centre-ville de Canterbury. Il accueille environ 11 000 étudiants à temps plein, 3 500 étudiants à temps partiel et 600 chercheurs ou enseignants.

### Colleges

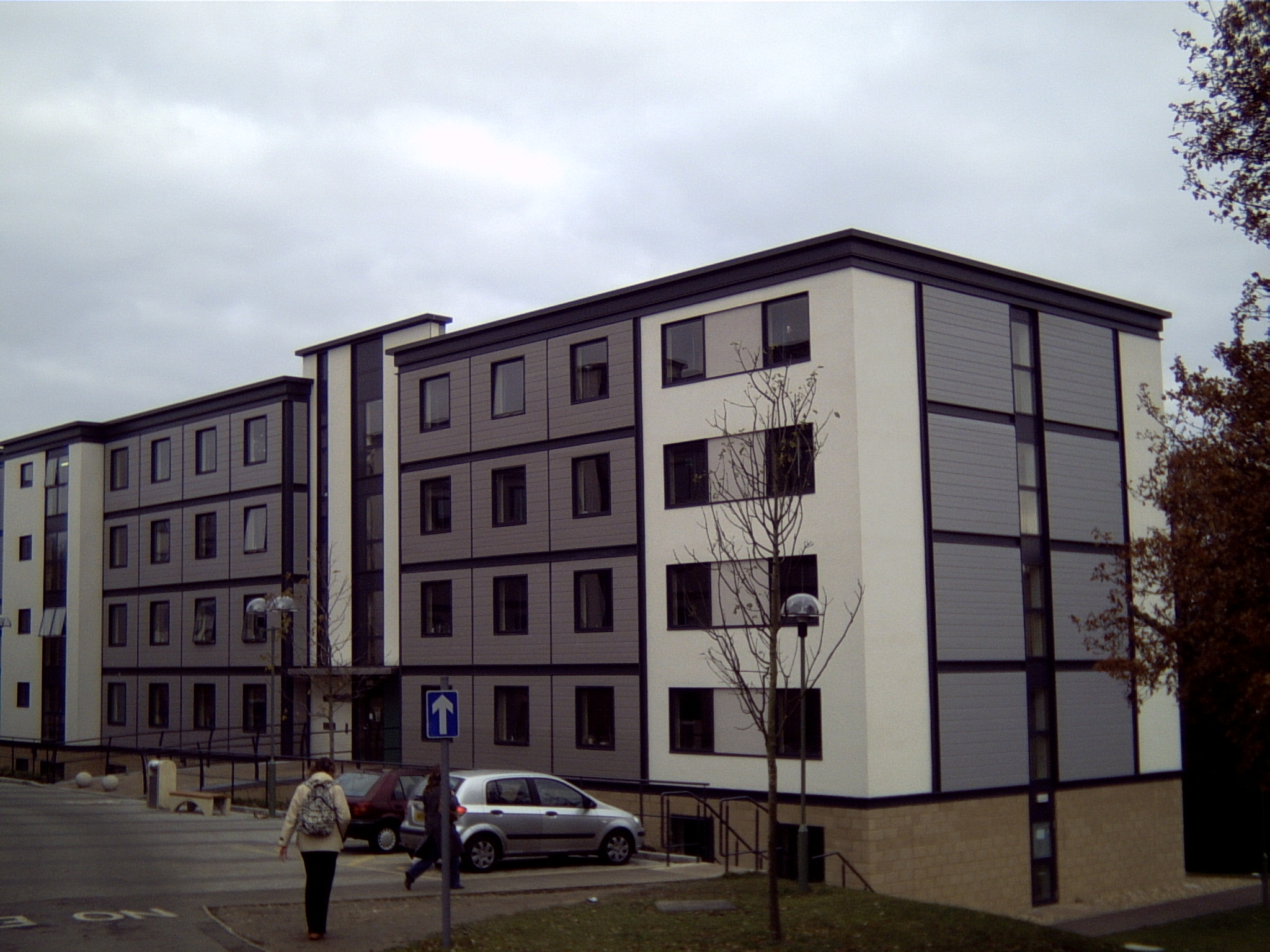
Tyler Cour, nouvelle résidence universitaire inaugurée en 2004.

L'université est divisée en quatre colleges (dix-huit étaient initialement prévus) :
- Eliot (d'après le poète T. S. Eliot) (1965) ;
- Rutherford (d'après le physicien Ernest Rutherford) (1966) ;
- Keynes (d'après l'économiste John Maynard Keynes) (1968) ;
- Darwin (d'après le biologiste Charles Darwin) (1970).

Chaque college dispose de sa propre résidence universitaire mais également d'amphithéâtres, de salles d'étude, de salles d'informatique et de lieux de repos. Les colleges ne devaient pas uniquement servir de cité universitaire mais devaient aussi fournir un "environnement académique" et servir de lieu de vie. Chaque college dispose de son propre bar et à l'origine, tous disposaient d'un réfectoire. Aujourd'hui, seul Eliot et Rutherfors les utilisent réellement, Darwin loue le sien pour des évènements ou des conférences.

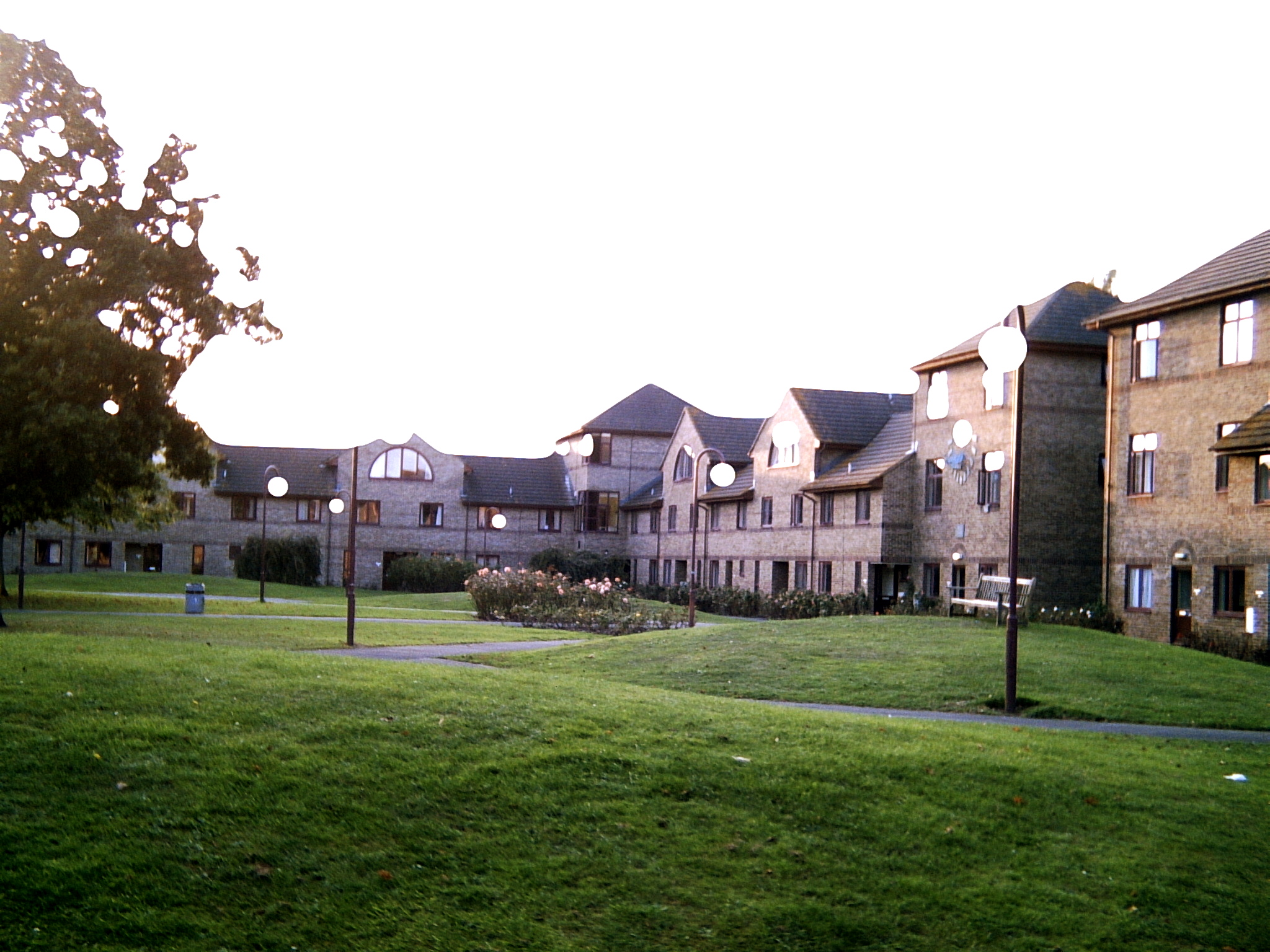
Darwin Houses, résidence universitaire inaugurée en 1989.

Cependant, malgré l'existence de ces colleges, l'université ne peut pas être considérée comme un collège universitaire : les demandes d'inscription se font uniquement à l'université (pas à chacun des colleges) et les colleges ne sont pas entièrement indépendants. Les départements de l'université ont peu de liens avec les colleges sauf quand, par manque de place, ils utilisent leurs installations pour certains cours magistraux, conférences ou séminaires.
De nombreux étudiants ne sont pas logés dans leur college et d'autres logements ont été créés :
- Darwin Houses, 26 maisons étudiantes inaugurées en 1989 à proximité de Darwin
- Becket Court, inauguré en 1990 près d'Eliot
- Tyler Court, trois résidences universitaires dont deux sont réservés aux étudiants postgraduates et deux pour les étudiants undergraduates.
- Parkwood, un petit village étudiant composé de 262 maisons à deux étages, à 5 minutes du campus principal.

### Bibliothèque
La bibliothèque Templeman (d'après le Dr Geoffrey Templeman, premier vice-chancelier de l'université) contient environ un million d'ouvrages dont des livres, des journaux, des vidéos, des DVD et des archives (par exemple toutes les éditions du Times de 1785 jusqu'à aujourd'hui). L'établissement dispose d'un million de livres pour ses achats de matériel et ajoute tous les ans 12 000 ouvrages à sa collection. Chaque année, la bibliothèque reçoit 800 000 lecteurs et environ 500 000 œuvres sont prêtées.
La librairie héberge également le Centre for the study of Cartoons and Caricature, une collection nationale de caricatures et dessins de journaux qui regroupe plus de 90 000 images.

## La filière franco-britannique (FIFB)
La filière franco-britannique (FIFB) propose une formation bilingue en management ou études politiques entre le Royaume-Uni la France ou la Belgique. 14 programmes différents sont proposés par cette filière qui dure 5 ans. La première et la quatrième années se passent à l'Institut d'études politiques de Lille (IEP) et les seconde et troisième à l'université du Kent. La cinquième et dernière année se déroule soit à Canterbury, soit à Bruxelles soit à Lille.
Les étudiants de la filière franco-britannique reçoivent à la fin de leur cursus un Bachelor of Arts de l'université du Kent ainsi que le diplôme de l'IEP de Lille et la fin de la cinquième année, soit un Master of Arts à Canterbury ou à Bruxelles, soit un master à Lille.

## Personnalités

### Chanceliers
- 1963-1968 : Marina de Grèce, duchesse de Kent
- 1970-1990 : Joseph Grimond (devenu par la suite Lord Grimond)
- 1990-1995 : Sir Robert Horton]
- 1996-2006 : Sir Crispin Tickell
- Depuis août 2006 : Sir Robert Worcester

Sir Robert Worcester a été nommé chancelier de l'université en mars 2006 et est entré en fonction en août 2006.

### Vice-chanceliers
- 1963-1980 : Dr Geoffrey Templeman
- 1980-1994 : Dr D. J. E. Ingram
- 1994-2001 : Professeur R. Sibson
- Depuis 2001 : Professeur D. Melville

### Étudiants
- Paul Ackford (né en 1958) : ancien joueur de rugby, journaliste sportif au Sunday Telegraph
- Michael Baigent (1948-2013) : écrivain
- Kazuo Ishiguro (né en 1954) : écrivain, lauréat du prix Booker
- David Mitchell (né en 1969) : écrivain
- Sarah Waters (née en 1966) : écrivain
- Tom Wilkinson (né en 1948) : acteur, nommé aux Oscars